# UFA Kristallpalast

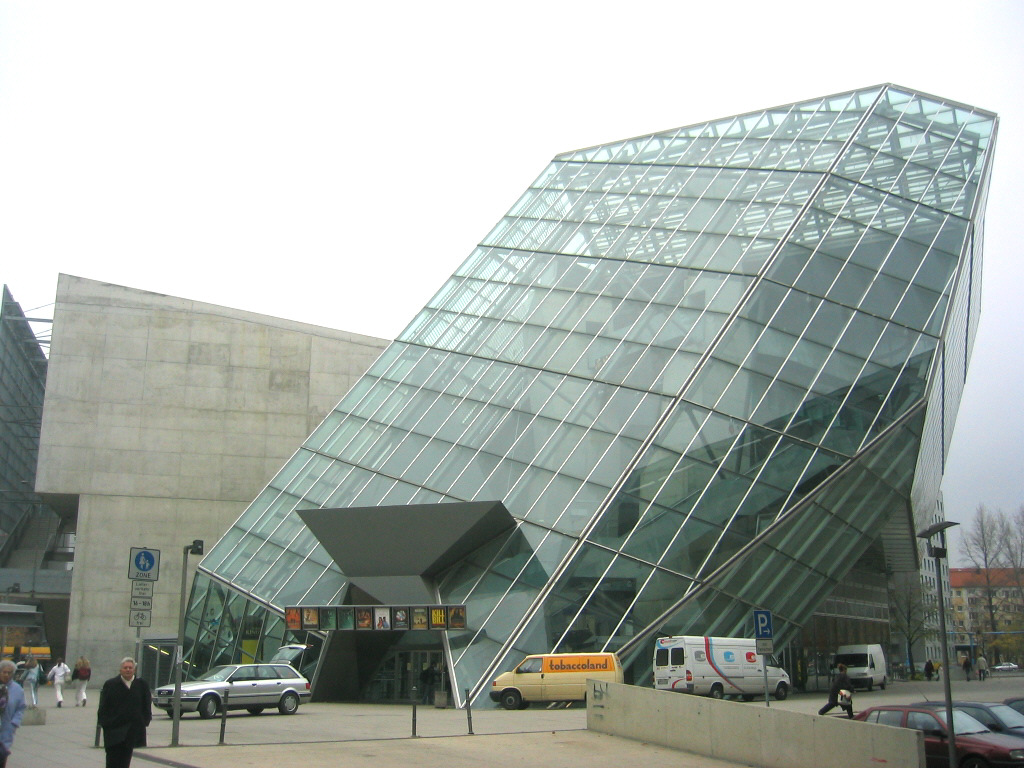
UFA Kristallpalast v Drážďanech

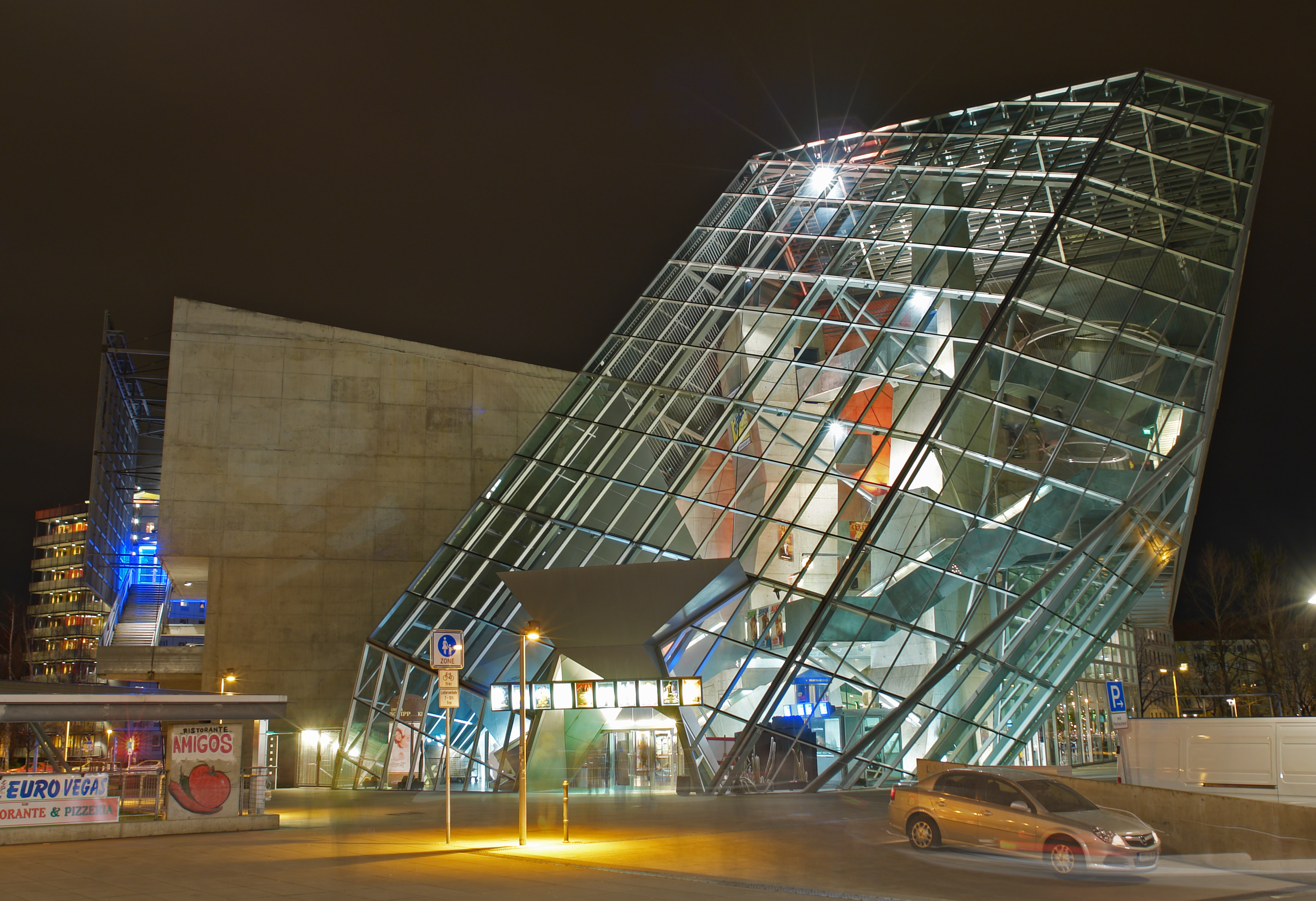
noční pohled

UFA Kristallpalast je jedno z nejvýraznějších děl rakouské skupiny COOP Himmelb(l)au, postavené v letech 1993 – 1998 v Drážďanech v Německu. V roce 1999 byla tato budova oceněna Německou cenou za architekturu.

## Architektonický záměr
Záměrem bylo vytvořit prostor, který by nejen přitahoval pozornost a vzbuzoval emoce, ale který by se stal důstojným místem setkávání místních obyvatel.

## Kompoziční a dispoziční řešení
Budova se skládá ze dvou opticky i funkčně odlišených celků: masivní betonový blok, který obsahuje osm kinosálů různých velikostí s 2 600 místy k sezení a transparentní skleněný "krystal" sloužící jako vstupní prostor ke kinosálům a zároveň jako městské fórum zároveň. "Křišťál" obsahuje i volně zavěšenou dvojkuželovitou hmotu která slouží jako kavárna a bar.

## Konstrukční systém
Krystalická forma je tvořena ocelovým nosným skeletem se skleněnými výplněmi. Kinoblok je z železobetonu.